# 孙天俊
孙天俊（1986年10月13日—），中国男子曲棍球运动员。他曾代表中国国家队参加2008年夏季奥林匹克运动会曲棍球比赛，结果队伍获得第十一名。